# Російський федеральний ядерний центр у Снєжинську
Російський федеральний ядерний центр у Снєжинську (Челябінська область) — Всеросійський науково-дослідний інститут технічної фізики імені академіка Є.І.Забабахіна (рос. РФЯЦ - ВНИИТФ) — федеральне державне унітарне підприємство Державної корпорації з атомної енергії «Росатом».

## Історія
РФЯЦ-ВНІІТФ був заснований згідно з постановою Ради Міністрів СРСР від 31 липня 1954 року. Фактичним початком діяльності інституту вважається 5 квітня 1955, коли міністерством середнього машинобудування було видано наказ про створення науково-дослідного інституту № 1011 (НДІ-1011). Першим науковим керівником НДІ-1011 був один з керівників ядерної програми СРСР, сподвижник Ігоря Курчатова та Юлія Харитона Кирило Щолкін. Визначну роль у розвитку ядерних збройових робіт СРСР зіграли наукові керівники ВНІІТФ академіки Євген Забабахін та Євген Аврорін. 
У 1967 році він був перейменований у Всесоюзний науково-дослідний інститут приладобудування (ВНІІП), а у 1989 році — у Всесоюзний НДІ технічної фізики. У 1992 році інститут отримав статус Російського федерального ядерного центру, якому в 1998 році було присвоєно ім'я академіка Євгена Івановича Забабахіна.
РФЯЦ-ВНІІТФ є одним з двох діючих у Росії ядерних збройових центрів світового рівня. Його головне завдання — вирішення науково-технічних проблем розробки і випробування ядерних зарядів і ядерних боєприпасів стратегічного і тактичного призначення, мирного використання ядерної і термоядерної енергії, проведення фундаментальних і прикладних досліджень в галузі газодинаміки, турбулентності та фізики високих густин енергії.
Інститут відповідає за авторський та гарантійний нагляд за ядерними зарядами і ядерними боєприпасами на всіх етапах їхнього життєвого циклу — від розробки конструкції до демонтажу та утилізації основних складових вузлів. РФЯЦ-ВНІІТФ забезпечує супровід експлуатованого у військах чинного ядерного арсеналу, більше половини якого становлять його розробки. 
Інститут веде розробку обладнання загальнопромислового та медичного призначення.
Особливе місце займає робота зі створення ядерних вибухових пристроїв для мирних цілей. Основна частина радянської програми мирних ядерних вибухів була виконана за допомогою розробок ВНІІТФ.
Частина наукового і практичного потенціалу РФЯЦ-ВНІІТФ переорієнтована на рішення суто мирних завдань. Програма конверсійної діяльності інституту містить кілька десятків проєктів. Серед них роботи федерального значення та розробки, спрямовані на задоволення конкретних запитів підприємств і організацій Уралу, а також на вирішення гострих проблем у сфері екології та охорони здоров'я Челябінської області.
Роботи співробітників інституту регулярно представляються на міжнародних наукових форумах. В інституті було проведено низку міжнародних семінарів з проблем екології, математичного моделювання, технології розплавно-сольових ядерних реакторів, радіаційного впливу на матеріали, транспарентності, зі скорочення ядерних озброєнь (Пагуошський семінар) тощо.
Широке визнання, як міжнародна конференція з фізики високих густин енергії отримали Забабахінські наукові читання.

## Дивись також
- Російський федеральний ядерний центр у Сарові